# Jean-Baptiste Théophile Morel
Pour les articles homonymes, voir Morel.
Jean-Baptiste Théophile Morel est un homme politique français né le 30 octobre 1740 à Vesaignes-sous-Lafauche (Haute-Marne) et mort le 9 décembre 1796 au même lieu.

## Biographie
Cultivateur, il est député du tiers état aux états généraux de 1789 pour le bailliage de Chaumont-en-Bassigny. Il démissionne le 14 août 1789.

## Sources
- « Jean-Baptiste Théophile Morel », dans Adolphe Robert et Gaston Cougny, Dictionnaire des parlementaires français, Edgar Bourloton, 1889-1891 [détail de l’édition]